# MULE-T
MULE-T (/mjuːl tiː/, произносится «Мьюл-Ти»; T от Transport — «транспортный», по классификации Армии США — XM1217) — полноприводное роботизированное транспортное средство (транспортёр переднего края) повышенной проходимости на платформе MULE с грузоподъёмностью 860—1090 кг, предназначавшееся для транспортировки личного состава и имущества мотопехотных подразделений общевойсковых батальонов смешанного состава бригадных тактических групп (БТГр) Сухопутных войск США и сопровождения войск в условиях сложнопересечённой и труднодоступной местности в ходе пеших сухопутных и десантно-штурмовых (аэромобильных) операций. Несмотря на то, что проекты MULE-T и MULE-C не были закрыты вместе с другими проектами разработки перспективных образцов вооружения и военной техники по программе Future Combat Systems, приказ об отмене разработки которых был подписан Министром обороны США 23 июня 2009 г., проект был закрыт 12 января 2010 г. по приказу командующего Армией США, причём, это не был выбор в пользу какого-либо иного варианта машин, так как проект MULE-T был закрыт вместе с другими вариантами роботизированного транспортёра для перевозки вещей военнослужащих и имущества подразделений.

## Техническое описание

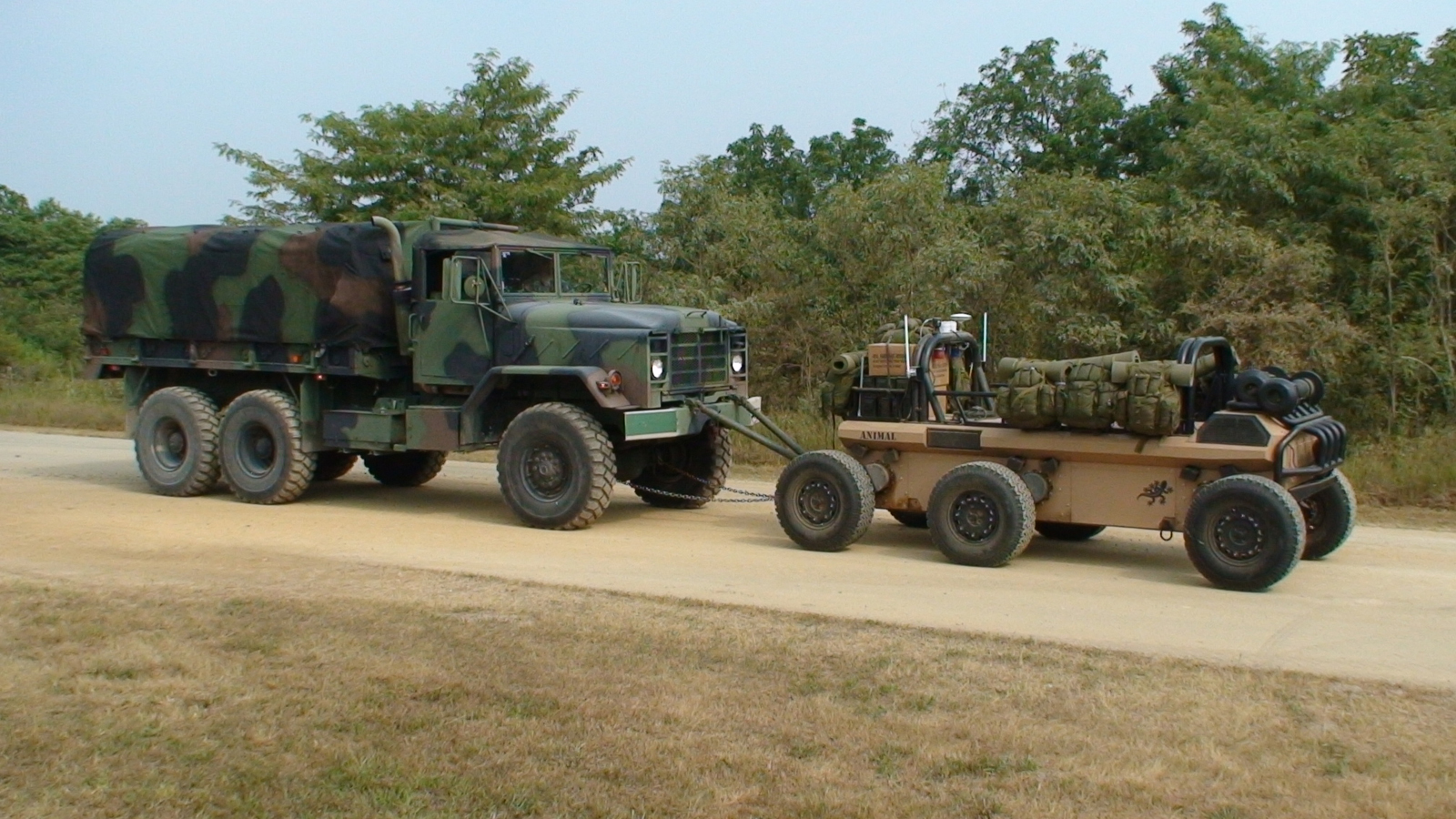
MULE-T (справа) буксирует на жёсткой сцепке армейский грузовик M923

MULE-T мог применяться для перевозки личного состава, оружия, снаряжения и другого военного имущества, эвакуации раненных с поля боя, подвоза боеприпасов, воды, продовольствия, а также для других целей. Съёмные узлы крепления позволяли размещать на платформе разногабаритные грузы, а грузоподъёмность позволяла ему перевозить на борту вооружение и снаряжение двух мотопехотных взводов. Бортовая система энергопитания MULE-T позволяла осуществлять подзарядку элементов питания для применяемого военнослужащими электрооборудования, в частности, блока питания входящего в базовый комплект пехотного снаряжения LW (англ. Land Warrior Battery System). Кроме того MULE-T выполнял функции ретранслятора радиосигнала между подразделениями и военнослужащими, а также мог использоваться как платформа для базирования и перевозки беспилотных летательных аппаратов различного размера и конфигурации, включая разведывательные БПЛА MQ-5B Hunter и разведывательно-ударные БПЛА RQ-4 Global Hawk. Испытания MULE-T представителями заказчика продемонстрировали, что транспортёр способен буксировать колёсную технику весом в 3,5 раза превышающего его собственный.
| Дополнительная информация о технических свойствах транспортёра переднего края MULE-T | Дополнительная информация о технических свойствах транспортёра переднего края MULE-T |
| ------------------------------------------------------------------------------------ | ------------------------------------------------------------------------------------ |
| Моторесурс, км                                                                       | 14970                                                                                |
| Радиус разворота, м                                                                  | 5                                                                                    |
| Период времени между техосмотрами, суток                                             | 724                                                                                  |
| Диапазон рабочих температур, °C                                                      | от −51 до +60                                                                        |

## Назначение

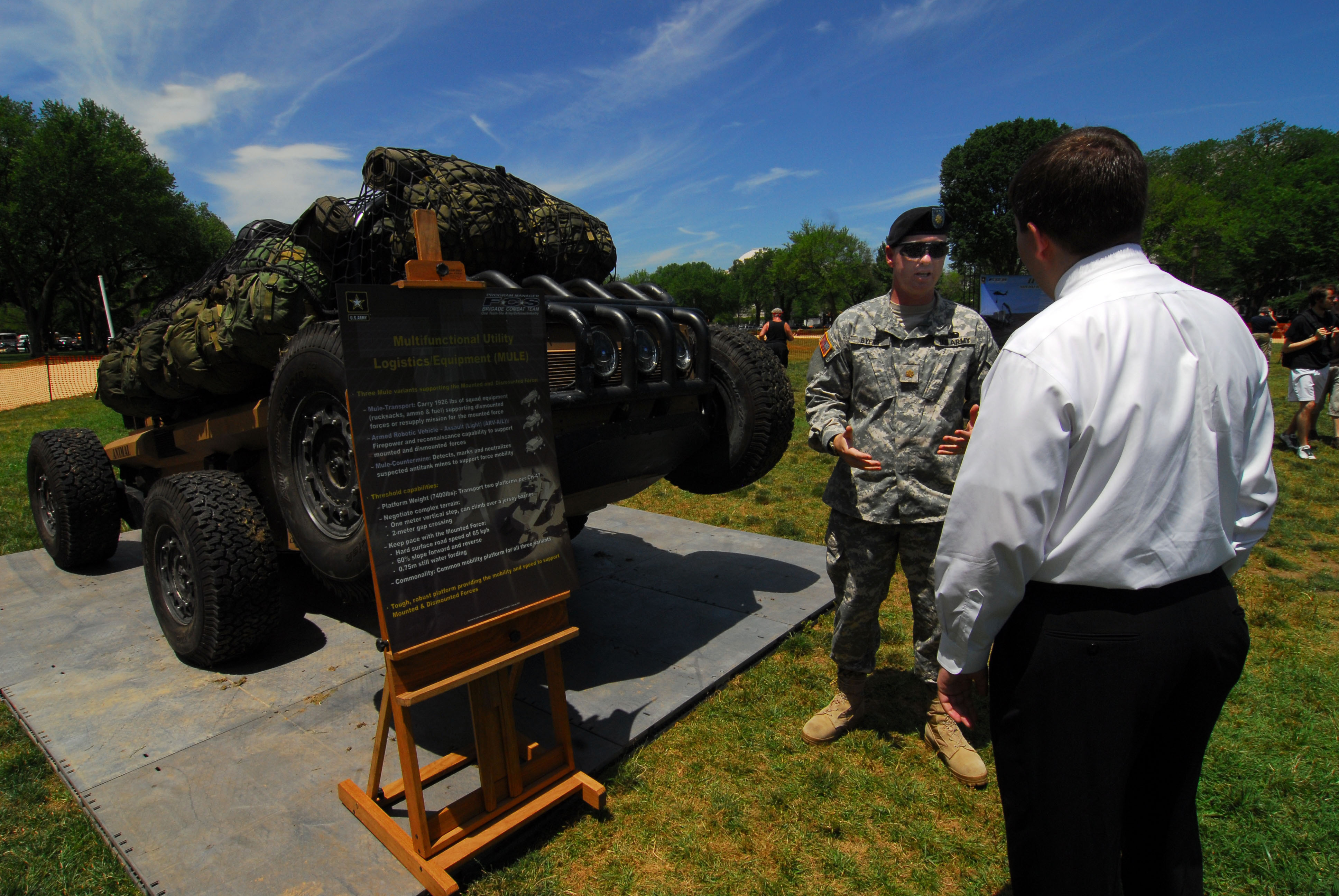
Шасси MULE-T позволяло ему преодолевать препятствия метровой высоты и подъём до 40°

Основное назначение MULE-T заключалось в транспортировке личных вещей военнослужащих и имущества подразделения, действующего в пешем боевом порядке, чтобы таким образом высвободить пехотинцев от лишней клади и, таким образом, позволить им сконцентрироваться на выполнении поставленной боевой задачи, этому также способствовала автономная навигационная система транспортёра, благодаря которой он мог сопровождать войска в абсолютно автоматическом режиме, без необходимости в дистанционном управлении (хотя такая возможность была заложена в программное обеспечение бортовой аппаратуры управления).
Кроме того, потребность БТГр в регулярном снабжении, требует регулярной циркуляции малотоннажных конвоев с военным имуществом, боеприпасами, запчастями, водой и продовольствием между базами снабжения и пунктами временной дислокации войск, — в условиях конфликтов низкой интенсивности такие конвои представляют собой практически идеальную цель для повстанческих вооружённых формирований, ведущих затяжную войну против дислоцированных в том или ином регионе американских оккупационных сил партизанско-повстанческими методами, — диктовала необходимость диверсификации парка обычных транспортных средств БТГр за счёт роботизированных средств, соответственно этому, на MULE-T возлагалась задача заменить собой армейский грузовик на маршрутах, представляющих наибольшую опасность с точки зрения потенциального устройства засад и организации нападений на конвои, закладки повстанцами мин, придорожных фугасов и разнообразных самодельных взрывных устройств, — таким образом должно было быть снижено до минимума количество людей в составе конвоев и, соответственно, риск потерь в живой силе. MULE-T настолько многофункционален, что, — как пишет по этому поводу один из офицеров, ответственных за реализацию программы «Боевые системы будущего», майор Д. Б. Баерс, — в вопросе применения MULE-T командиры подразделений ограничены только своим собственным воображением.

## Целесообразность проекта

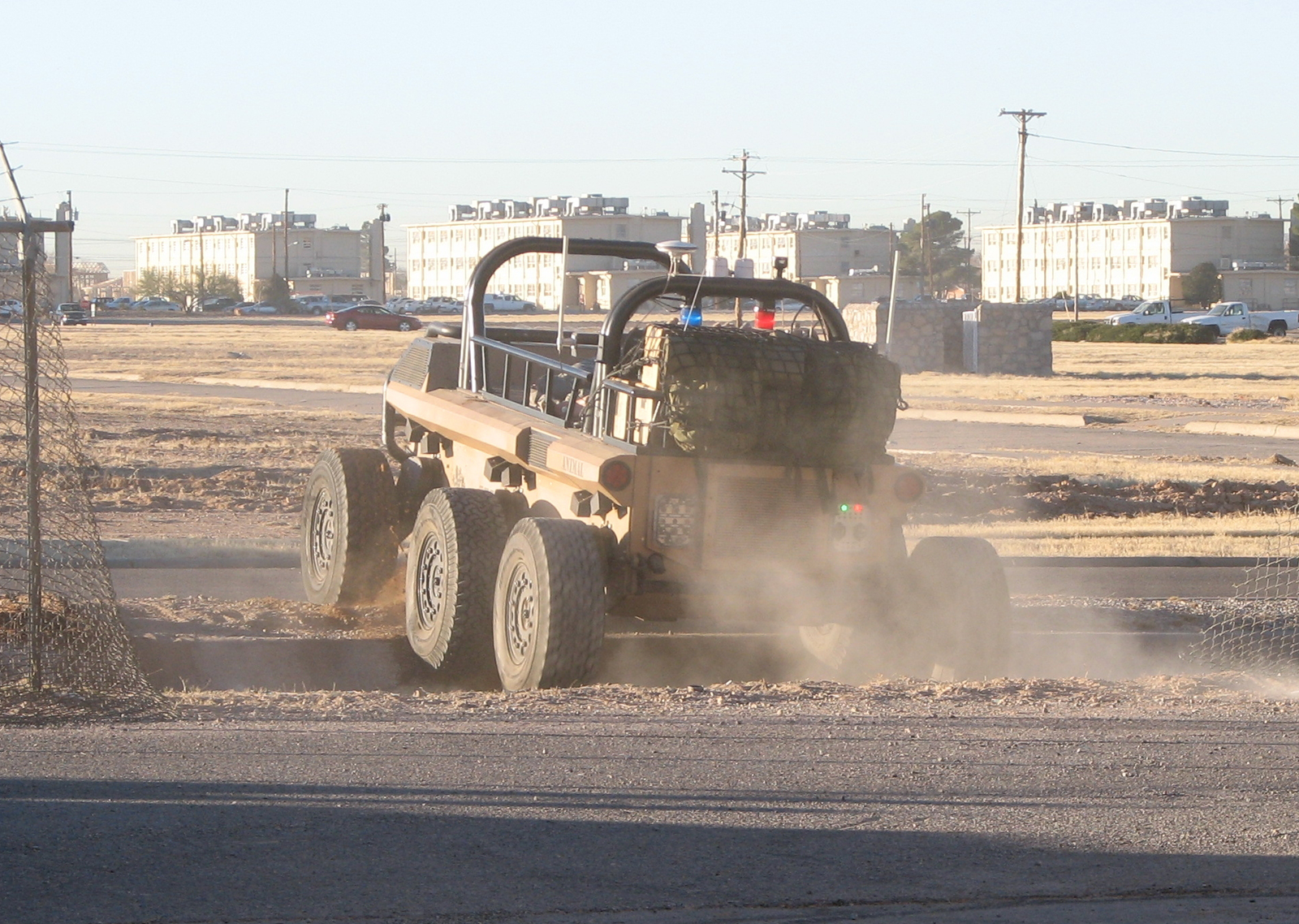
Преодоление машиной горизонтальных и вертикальных преград в ходе полигонных испытаний в Форт-Блисс, 15 мая 2008 г.

В соответствии с докладом 1-го заместителя начальника штаба Армии США генерала П. Кьярелли перед подкомитетом по вопросам обороны Комитета Палаты представителей США по бюджетным ассигнованиям 11 марта 2009 г., походная нагрузка американского солдата при полной выкладке, в соответствии с действовавшими на тот момент нормами, могла превышать 77,5 кг, с учётом того, что боевая нагрузка в общей массе носимого военного имущества не превышала 29 кг, вес различного снаряжения солдата вместе с его личным оружием в сумме составлял от 29 до 59 кг, кроме того, от 12 до 18,5 кг приходилось на средства индивидуальной бронезащиты. Таким образом, MULE-T мог разгрузить солдата от второстепенного обвеса, оставив на нём только боевую нагрузку и другие средства, необходимые для выполнения текущей боевой задачи. Также, по словам Кьярелли, проведённые войсковые исследования показали, что соотношение точности стрельбы военнослужащего обратно пропорционально к весу носимой им нагрузки, — при переноске им 46 кг клади на расстояние 20 км, средняя точность стрельбы снижалась на 26 %, то есть более чем на четверть. Перед разработчиками роботизированных транспортных средств сопровождения войск была поставлена техническая задача: За счёт применения машин сопровождения снизить общий вес носимого военного имущества солдата в ходе пеших сухопутных операций до 18 кг. Грузоподъёмность MULE-T позволяла ему перевозить от 20 до 48 кг военного имущества восемнадцати военнослужащих, то есть одного мотопехотного взвода полной численности по штату военного времени (в зависимости от веса имущества подразделения, характера поставленной боевой задачи и средств, необходимых для её выполнения), причём, в боевой обстановке бронежилет, боекомплект и дневная норма питьевой воды должны были всегда находиться на военнослужащем, их перевозка допускалась только за пределами района ведения боевых действий. Несмотря на неоспоримые преимущества, среди прочего, в официальной эксплуатационной документации заказчика отмечалось, что MULE-T обладает и недостатками, в частности, его крупные габариты не позволяют ему действовать в стеснённых условиях густой растительности и плотной городской застройки, по узким и очень крутым тропам в скалистой местности. Опыт войсковой эксплуатации MULE-T в условиях различной местности, показал существенное увеличение маневренных возможностей подразделения на 70 % в условиях городской застройки, на 53 % в горной местности и на 56 % в джунглях. В целом, по итогам опытной войсковой эксплуатации, MULE-T был признан годным для испытаний в боевой обстановке в составе зарубежных войсковых контингентов США, например, в составе МССБ в Исламской Республике Афганистан. Тем не менее, Министр обороны США Р. Гейтс призвал офицеров, ответственных за внедрение в армии новых технологий, сосредоточиться на более актуальных вопросах.

## Производственный план
Согласно подписанному 6 апреля 2009 г. производственному плану выпуска роботизированных и беспилотных систем военного назначения, научно-исследовательские и опытно-конструкторские работы по проекту MULE-T должны были продолжаться в период 2009—2017 гг. Серийное производство MULE-T предполагалось начать в 2014 г. и продолжать до 2030 г. Постановка на вооружение первых боевых машин была запланирована на 2015 г., на вооружении MULE-T должна была находиться, по меньшей мере, до 2034 г. Согласно предварительному заказу всего предполагалось изготовить 567 машин. Для демонстрационных целей было изготовлено пять прототипов.

## Сравнительная характеристика
| Общие сведения и сравнительная тактико-техническая характеристика машин на базе роботизированной транспортной платформы MULE, разрабатывавшихся в рамках проектов MULE и ARV целевых программ перевооружения Армии США Future Combat Systems (FCS) и Early Infantry Brigade Combat Team (E-IBCT) | Общие сведения и сравнительная тактико-техническая характеристика машин на базе роботизированной транспортной платформы MULE, разрабатывавшихся в рамках проектов MULE и ARV целевых программ перевооружения Армии США Future Combat Systems (FCS) и Early Infantry Brigade Combat Team (E-IBCT) | Общие сведения и сравнительная тактико-техническая характеристика машин на базе роботизированной транспортной платформы MULE, разрабатывавшихся в рамках проектов MULE и ARV целевых программ перевооружения Армии США Future Combat Systems (FCS) и Early Infantry Brigade Combat Team (E-IBCT) | Общие сведения и сравнительная тактико-техническая характеристика машин на базе роботизированной транспортной платформы MULE, разрабатывавшихся в рамках проектов MULE и ARV целевых программ перевооружения Армии США Future Combat Systems (FCS) и Early Infantry Brigade Combat Team (E-IBCT) | Общие сведения и сравнительная тактико-техническая характеристика машин на базе роботизированной транспортной платформы MULE, разрабатывавшихся в рамках проектов MULE и ARV целевых программ перевооружения Армии США Future Combat Systems (FCS) и Early Infantry Brigade Combat Team (E-IBCT) | Общие сведения и сравнительная тактико-техническая характеристика машин на базе роботизированной транспортной платформы MULE, разрабатывавшихся в рамках проектов MULE и ARV целевых программ перевооружения Армии США Future Combat Systems (FCS) и Early Infantry Brigade Combat Team (E-IBCT) | Общие сведения и сравнительная тактико-техническая характеристика машин на базе роботизированной транспортной платформы MULE, разрабатывавшихся в рамках проектов MULE и ARV целевых программ перевооружения Армии США Future Combat Systems (FCS) и Early Infantry Brigade Combat Team (E-IBCT) | Общие сведения и сравнительная тактико-техническая характеристика машин на базе роботизированной транспортной платформы MULE, разрабатывавшихся в рамках проектов MULE и ARV целевых программ перевооружения Армии США Future Combat Systems (FCS) и Early Infantry Brigade Combat Team (E-IBCT) | Общие сведения и сравнительная тактико-техническая характеристика машин на базе роботизированной транспортной платформы MULE, разрабатывавшихся в рамках проектов MULE и ARV целевых программ перевооружения Армии США Future Combat Systems (FCS) и Early Infantry Brigade Combat Team (E-IBCT) |
| Наименование машины | Наименование машины | MULE-T | MULE-C | ARV-A-L | ARV-A | ARV-H | ARV-R | Crusher |
| --- | --- | --- | --- | --- | --- | --- | --- | --- |
| Индекс заказчика | Индекс заказчика | XM1217 | XM1218 | XM1219 | индекс не присваивался | индекс не присваивался | индекс не присваивался | индекс не присваивался |
| Изображение | | | | | | | | |
| Назначение | Назначение | транспортная | инженерная | боевая разведывательная | боевая | боевая | боевая разведывательная | многоцелевая |
| База | База | колёсная | колёсная | колёсная | колёсная | гусеничная | колёсная | колёсная |
| База | База | колёсная | гусеничная | колёсная | колёсная | гусеничная | колёсная | колёсная |
| Головная организация (генподрядчик работ) | Головная организация (генподрядчик работ) | Lockheed Martin Missiles and Fire Control Systems, Inc. | Lockheed Martin Missiles and Fire Control Systems, Inc. | Lockheed Martin Missiles and Fire Control Systems, Inc. | BAE Systems, Inc. | BAE Systems, Inc. | BAE Systems, Inc. | CMU |
| Государственный контракт | дата заключения | 18 августа 2003 | 18 августа 2003 | 18 августа 2003 | 15 августа 2005 | 15 августа 2005 | 15 августа 2005 | |
| Государственный контракт | дата расторжения | 2009 | 2009 | 2010 | 8 февраля 2007 | | 8 февраля 2007 | |
| Задействованные структуры (субподрядчики) | разработчик | Teledyne Brown Engineering, Inc. | Teledyne Brown Engineering, Inc. | Teledyne Brown Engineering, Inc. | United Defense Industries, Inc. | United Defense Industries, Inc. | United Defense Industries, Inc. | NREC |
| Задействованные структуры (субподрядчики) | система автономной навигации | General Dynamics Robotics Systems, Inc. | General Dynamics Robotics Systems, Inc. | General Dynamics Robotics Systems, Inc. | General Dynamics Robotics Systems, Inc. | General Dynamics Robotics Systems, Inc. | General Dynamics Robotics Systems, Inc. | General Dynamics Robotics Systems, Inc. |
| Задействованные структуры (субподрядчики) | бортовая аппаратура и программное обеспечение | Austin Info Systems, Inc., Raytheon Co., Textron Systems Corp. | Austin Info Systems, Inc., Raytheon Co., Textron Systems Corp. | Austin Info Systems, Inc., Raytheon Co., Textron Systems Corp. | Austin Info Systems, Inc., Raytheon Co., Textron Systems Corp. | Austin Info Systems, Inc., Raytheon Co., Textron Systems Corp. | Austin Info Systems, Inc., Raytheon Co., Textron Systems Corp. | |
| Задействованные структуры (субподрядчики) | бортовая аппаратура и программное обеспечение | | Omnitech Robotics International LLC | | | | | |
| Задействованные структуры (субподрядчики) | системный интегратор | Boeing Co., Science Applications International Corp. | Boeing Co., Science Applications International Corp. | Boeing Co., Science Applications International Corp. | Boeing Co., Science Applications International Corp. | Boeing Co., Science Applications International Corp. | Boeing Co., Science Applications International Corp. | Boeing Co., Science Applications International Corp. |
| Программа опытно-конструкторских работ | Программа опытно-конструкторских работ | Multifunction Utility/Logistics and Equipment | Multifunction Utility/Logistics and Equipment | Multifunction Utility/Logistics and Equipment | Armed Robotic Vehicle | Armed Robotic Vehicle | Armed Robotic Vehicle | Armed Robotic Vehicle |
| Общая стоимость программы НИОКР, млн долл. | Общая стоимость программы НИОКР, млн долл. | 261,7 | 261,7 | 261,7 | 318,3 | 318,3 | 318,3 | 35 |
| Госзаказ на серийное производство, ед. | Госзаказ на серийное производство, ед. | 567 | 477 | 702 | 675 | 675 | 675 | н/д |
| Парк бригады нового состава по штату, ед. | Парк бригады нового состава по штату, ед. | 90 | 90 | 18 | 18 | н/д | 27 | н/д |
| Боевая масса, кг | Боевая масса, кг | 3323 | 3323 | 3175 | 9300 | 13000 | 8437 | 6350 |
| Габариты | длина, мм | 4340 | 4353,56 | 4353,56 | 4470,4 | 6019,8 | 4470,4 | 5105,4 |
| Габариты | ширина, мм | 2242,82 | 2413 | 2242,82 | 2514,6 | 2514,6 | 2514,6 | 2590,8 |
| Габариты | высота, мм | 1968,5 | 2524,76 | 2567,94 | 2451,1 | 2451,1 | 2451,1 | 1524 |
| Ходовые качества | скорость по шоссе, км/ч | 65 | | | | | | |
| Ходовые качества | скорость по пересечённой местности, км/ч | 48 | | | | | | 42 |
| Ходовые качества | запас хода по шоссе, км | 200 | 200 | 200 | 400 | 400 | 400 | |
| Ходовые качества | запас хода по пересечённой местности, км | 100 | 100 | 100 | | | | |
| Вооружение на борту | стрелково-пушечное | не предусматривалось | не предусматривалось | 25-мм автоматический гранатомёт XM307 или | 30/40-мм автоматическая пушка Mk 44 или другая аналогичного типа и | 30/40-мм автоматическая пушка Mk 44 или другая аналогичного типа и | 25-мм автоматический гранатомёт XM307 или | 12,7-мм крупно-калиберный тяжёлый пулемёт M2HB |
| Вооружение на борту | стрелково-пушечное | не предусматривалось | не предусматривалось | 7,62-мм единый пулемёт M240 | | | | 12,7-мм крупно-калиберный тяжёлый пулемёт M2HB |
| Вооружение на борту | управляемое ракетное | не предусматривалось | не предусматривалось | 4 × ПТУР FGM-148 Javelin P3I (разрабатывалась) или | 4 × ПТУР AGM-114 Hellfire или | 4 × ПТУР AGM-114 Hellfire или | не предусматривалось | не предусматривалось |
| Вооружение на борту | управляемое ракетное | не предусматривалось | не предусматривалось | 4 × ПТУР CKEM (разрабатывалась) | 4 × ПТУР AGM-169 Joint Common Missile (разрабатывалась) | 4 × ПТУР AGM-169 Joint Common Missile (разрабатывалась) | не предусматривалось | не предусматривалось |
| Система управления | Система управления | автономная навигационная система ANS + радиокомандное управление AN/PSW-2 | автономная навигационная система ANS + радиокомандное управление AN/PSW-2 | автономная навигационная система ANS + радиокомандное управление AN/PSW-2 | автономная навигационная система ANS + радиокомандное управление AN/PSW-2 | автономная навигационная система ANS + радиокомандное управление AN/PSW-2 | автономная навигационная система ANS + радиокомандное управление AN/PSW-2 | автономная навигационная система ANS + радиокомандное управление AN/PSW-2 |
| Источники информации - Griffin, Terry. Unmanned Ground Vehicles (англ.) (недоступная ссылка — история). // Army AL&T Magazine : Acquisition, Logistics & Technology. — Fort Belvoir, VA: ASAALT, January-February 2004. — P.42–43 — ISSN 0892-8657. - BAE Systems Contract For FCS Armed Robotic Vehicle Rises to $311.3M (англ.) (недоступная ссылка — история). (электронный ресурс) // Defense Industry Daily : Department of Defense & Industry Daily News. — Defense Industry Daily, LLC, August 18, 2005. - Teledyne Brown Engineering Awarded Future Combat Systems (FCS) Subcontract for $1.5 million Takes Advantage of Strategic Strengths in Modeling and Simulation (англ.). (электронный ресурс) // Teledyne Technologies Official Web-site. — Huntsville, Alabama: Teledyne Technologies Incorporated, September 10, 2004. - Nance, Scott. BAE Systems Wins $122.3 Million FCS Pact (англ.). // Defense Today : August 16, 2005. — Vol.26 — No.156 — P.1-2. - Hearing on National Defense Authorization Act for Fiscal Year 2007 and Oversight of Previously Authorized Programs before the Committee on Armed Services, House of Representatives, 109th Congress, 2nd Session: Tactical Air and Land Forces Subcommittee, Hearing on Future Combat Systems, Modularity and Force Protection Initiatives, April 4, 2006 (англ.). — H.A.S.C. No. 109-74 — Washington, D.C.: U.S. Government Printing Office, 2006. — Vol.4 — P.93–94,117 — 148 p. - UPI: UGCV PerceptOR Integration : UGCV PerceptOR Integration Crusher (англ.). — Pittsburgh, PA: National Robotics Engineering Center, 2006. — 4 p. - Crusher Unmanned Ground Combat Vehicle Unveiled (англ.). — Arlington, VA: Defense Advanced Research Projects Agency, April 28, 2006. — 2 p. - Lussier, Frances M. The Army's Future Combat Systems Program and Alternatives (англ.). — Congressional Budget Office Study. — Washington, D.C.: U.S. Government Printing Office, August 2006. — P.24–25,30 — 107 p. — (A CBO Study). - Development and Utilization of Robotics and Unmanned Ground Vehicles (англ.). — Washington, D.C.: Office of the Under Secretary of Defense, October 2006. — 58 p. - Armed Robotic Vehicle (ARV) BAE Systems (англ.). (электронный ресурс) // Defense Update : International, Online Defense Magazine, 2007. - Byers, D. Brian. Multifunctional Utility/Logistics and Equipment (MULE) Vehicle Will Improve Soldier Mobility, Survivability and Lethality (англ.) // Army AL&T Magazine : Acquisition, Logistics & Technology. — Fort Belvoir, VA: ASAALT, April-June 2008. — Special Issue: Future Combat Systems — Cornerstone of Army Modernization. — P.27–29 — ISSN 0892-8657. - Office of the Secretary of Defense Unmanned Systems Roadmap (2009–2034) (англ.). — Washington, D.C.: Office of the Secretary of Defense, 2009. — P.113,118,127 — 195 p. - Connors, Shaun C. ; Foss, Christopher F. Jane’s Military Vehicles and Logistics 2011–2012 (англ.). — 32nd Rev. ed. — L.: Jane’s Information Group, 2011. — 1035 p. — ISBN 978-0-7106-2952-4. - Cancellation of the Army’s Autonomous Navigation System (англ.). — GAO Report No. GAO-12-851R. — Washington, D.C.: U.S. Government Accountability Office, August 2, 2012. — P.3 — 10 p. | | | | | | | | |